# Ciutadilla

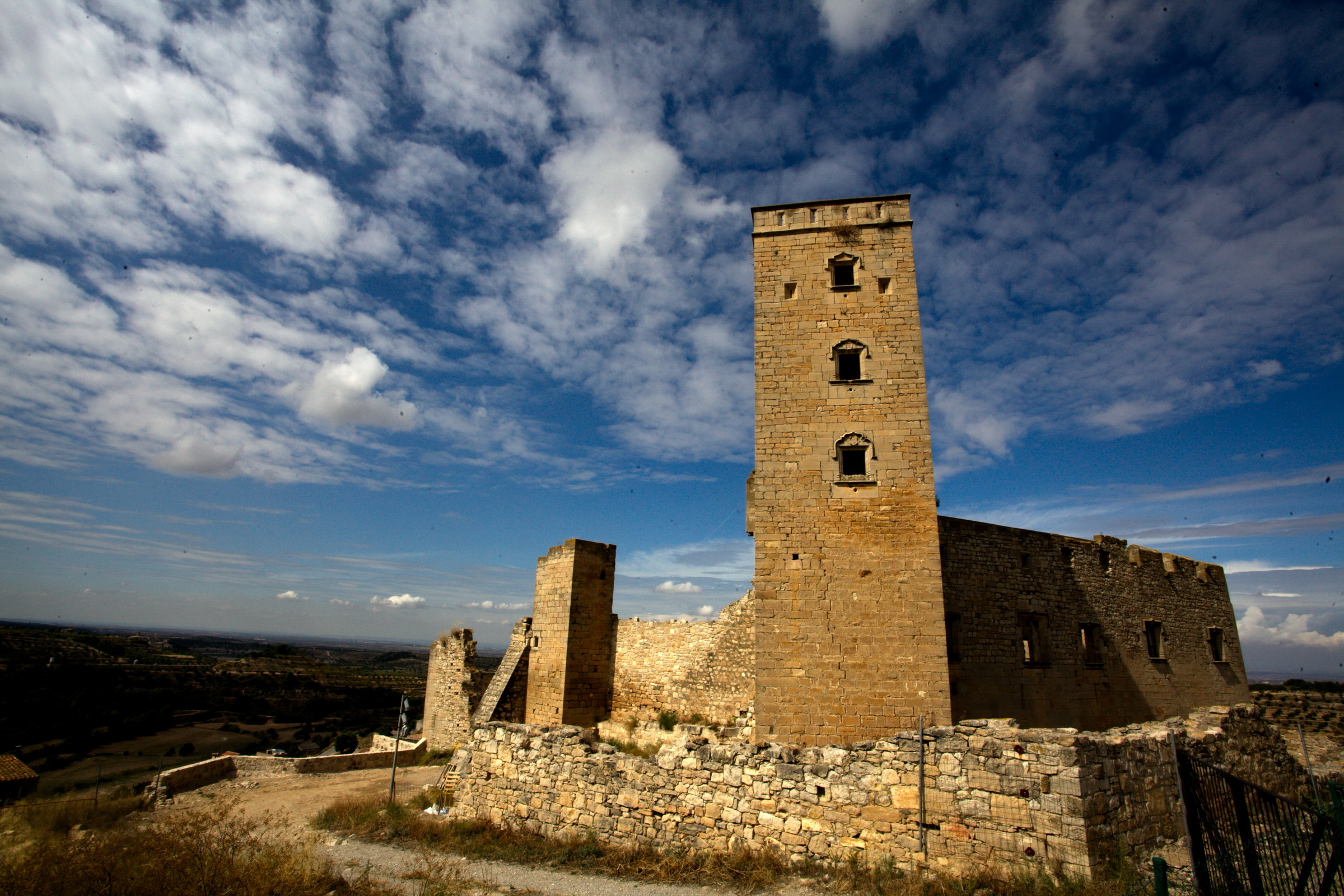
Castillo de Ciutadilla. Septembre 2020.

Ciutadilla est une commune d'Espagne dans la communauté autonome de Catalogne, province de Lérida, de la comarque d'Urgell.